# Alphonse de Beauchamp
Alphonse de Beauchamp (Monaco, 1769 – Parigi, 1º giugno 1832) è stato uno storico francese.
Nacque a Monaco e fu educato a Parigi. Si arruolò come ufficiale nell'esercito sardo nel 1784, ma fu incarcerato nel 1792 per aver rifiutato di imbracciare le armi contro la Repubblica francese. Beauchamp fuggì in Francia, dove ottenne un posto nel gabinetto del ministero dell polizia, assegnato al controllo della stampa.
Beauchamp pubblicò la sua Histoire de la Vendée et des Chouans (tre volumi, Parigi, 1806), in cui denunciava la crudeltà del regime di Fouché. Questo libro non piacque all'imperatore, e Beauchamp fu esiliato a Reims. Fu richiamato nel 1811 con un incarico secondario. Sotto la Restaurazione ricevette una pensione e scrisse per il Moniteur e la Gazette de France.

## Principali pubblicazioni
- Campagnes des Austro-Russes en Italie sous les ordres du maréchal de Suworow, 1802
- Histoire des campagnes du maréchal de Suworow, prince Italikski, 1802
- Le Faux Dauphin actuellement en France, ou Histoire d'un imposteur se disant le dernier fils de Louis XVI, 2 vol., 1803
- Histoire de la guerre de Vendée et des Chouans depuis son origine jusqu'à la pacification de 1800, 3 vol., 1806
- Biographie moderne, ou Dictionnaire biographique de tous les hommes morts et vivants qui ont marqué à la fin du XVIIIe siècle et au commencement de celui-ci, en collaboration, 4 vol., 1806
- Histoire de la conquête et des révolutions du Pérou, 1808
- Biographie des jeunes gens, ou Vies des grands hommes, 3 vol., 1813
- Vie politique, militaire et privée du général Moreau, avec des pièces justificatives et ses discours au tribunal, suivie de son Éloge funèbre prononcé à Saint-Pétersbourg et d'une notice historique sur Pichegru, 1814
- Histoire des malheurs et de la captivité de Pie VII, 1814 Testo on-line
- Histoire de la campagne de 1814 et de la Restauration de la monarchie française, avec des pièces justificatives, 2 vol., 1815
- Histoire du Brésil, depuis sa découverte en 1500 jusqu'en 1810, 3 vol., 1815
- Catastrophe de Murat, ou Récit de la dernière révolution de Naples, avec les pièces justificatives, 1815 Testo on-line
- La Duchesse d'Angoulême à Bordeaux, ou Relation circonstanciée des événemens politiques dont cette ville a été le théâtre en mars 1815, suivie du rapport inédit de M. le comte de Lynch, maire de Bordeaux, sur ces mêmes événements, 1815
- Histoire des campagnes de 1814 et de 1815, comprenant l'histoire politique et militaire des deux invasions de la France, rédigée sur des matériaux authentiques ou inédits, 4 vol., 1816-1717
- Histoire des deux faux dauphins, 1818
- Mémoires du comte Fortuné Guyon de Rochecotte, commandant en chef les royalistes du Maine, du Perche, et du pays Chartrain, en 1795-96-97 et 98, rédigés sur ses papiers et sur les notes de ses principaux officiers, par M. Alphonse de Beauchamp, avec les pièces justificatives, 1818 Testo on-line
- Histoire de la guerre d'Espagne et de Portugal pendant les années 1807 à 1813, plus la campagne de 1814 dans le midi de la France, par le colonel sir John Jones, avec des notes et des commentaires, 2 vol., 1819
- Histoire de la révolution du Piémont, et de ses rapports avec les autres parties de l'Italie et avec la France, 1821
- Vie d'Ali-Pacha, visir de Janina, surnommé Aslan ou le Lion, 1822 Testo on-line
- De la Révolution d'Espagne et de sa crise actuelle, 1822 Testo on-line
- Histoire de la révolution du Piémont. Seconde partie, rédigée sur des mémoires secrets, avec une réfutation de l'écrit intitulé De la Révolution piémontaise, 1823 Testo on-line
- Vie de Jules César, suivie du tableau de ses campagnes, 1823
- L'Indépendance de l'Empire du Brésil, présentée aux monarques européens, 1824
- Vie de Louis XVIII, roi de France et de Navarre, 1824
- Collection de mémoires relatifs aux révolutions d'Espagne, en collaboration, 2 vol., 1823-1824
- Critique historique, avec des observations littéraires, sur l'ouvrage du général comte de Ségur, intitulé Histoire de Napoléon et de la grande armée pendant l'année 1812, 1825
- Mémoires secrets et inédits pour servir à l'histoire contemporaine, sur l'expédition d'Égypte, par J. Michel de Niello Sargy ; sur l'expédition de Russie, par le comte de Beauvollier ; sur l'exil et les infortunes des princes de la Maison royale par le vicomte d'H***, aide de camp de Louis XVIII (d'Hardouineau) ; sur différentes missions royalistes de Madame la vicomtesse Turpin de Crissé, etc., recueillis et mis en ordre par M. Alph. de Beauchamp, 2 vol., 1825
- Mémoires de Fauche-Borel, dans lesquels on trouvera des détails et des éclaircissements sur les principaux événements de la Révolution, 5 vol., 1829